# Thrust (jeu vidéo)
Thrust est un shoot 'em up multidirectionnel développé en 1986 par Jeremy Smith.

## Système de jeu
Le joueur pilote un petit vaisseau spatial sur une planète extraterrestre. Il doit parcourir ses grottes pour récupérer des caisses de carburant en évitant les tirs des tourelles ennemies. Les commandes permettent d'activer les réacteurs pour propulser et faire tourner le vaisseau qui est sujet à l'inertie.

## Postérité
Le jeu a donné naissance à de nombreux clones, qualifiés de Thrust-like.